# Janet Boyle
Pour les articles homonymes, voir Boyle.
Janet Margaret Boyle (née le 25 juillet 1963 à Belfast) est une athlète britannique, spécialiste du saut en hauteur.

## Biographie
Elle remporte la médaille d'argent en 1990 et la médaille de bronze en 1986 du concours de saut en hauteur sous les couleurs de l'Irlande du Nord lors des Jeux du Commonwealth.
Elle se classe 12e du concours de saut en hauteur des Jeux olympiques de 1988 sous les couleurs britanniques.

### Palmarès
| Date | Compétition                    | Lieu      | Résultat | Épreuve         | Performance |
| ---- | ------------------------------ | --------- | -------- | --------------- | ----------- |
| 1986 | Jeux du Commonwealth           | Édimbourg | 3e       | Saut en hauteur | 1,90 m      |
| 1987 | Championnats d'Europe en salle | Liévin    | 6e       | Saut en hauteur | 1,91 m      |
| 1989 | Jeux olympiques                | Séoul     | 12e      | Saut en hauteur | 1,90 m      |
| 1990 | Jeux du Commonwealth           | Auckland  | 2e       | Saut en hauteur | 1,88 m      |

### Records
| Épreuve         | Performance | Lieu  | Date              |
| --------------- | ----------- | ----- | ----------------- |
| Saut en hauteur | 1,92 m      | Séoul | 29 septembre 1988 |